# فرانک لوسی
فرانک لوسی (انگلیسی: Frank Losee; ۱۲ ژوئن ۱۸۵۶ – ۱۴ نوامبر ۱۹۳۷) هنرپیشه اهل ایالات متحده آمریکا بود.
از فیلم‌ها یا برنامه‌های تلویزیونی که وی در آن نقش داشته‌است می‌توان به کلبه عمو تام، دیپلماسی و غزل غزل‌ها اشاره کرد.